# Philip Brown (athlétisme)
Pour les articles homonymes, voir Philip Brown, Phil Brown et Brown.
Philip « Phil » Andrew Brown (né le 6 janvier 1962 à Birmingham) est un athlète britannique spécialiste du 400 mètres. Il est le cousin du jamaïcain Don Quarrie champion olympique du 200 mètres à Montréal en 1976.

## Carrière

### Palmarès
| Date | Compétition           | Lieu        | Résultat | Épreuve    | Performance   |
| ---- | --------------------- | ----------- | -------- | ---------- | ------------- |
| 1982 | Championnats d'Europe | Athènes     | 4e       | 400 mètres | 45 s 45       |
| 1982 | Championnats d'Europe | Athènes     | 2e       | 4 × 400 m  | 3 min 00 s 68 |
| 1982 | Jeux du Commonwealth  | Brisbane    | 1er      | 4 × 400 m  | 3 min 05 s 45 |
| 1983 | Championnats du monde | Helsinki    | 3e       | 4 × 400 m  | 3 min 03 s 53 |
| 1984 | Jeux olympiques d'été | Los Angeles | 2e       | 4 × 400 m  | 2 min 59 s 13 |
| 1986 | Jeux du Commonwealth  | Brisbane    | 3e       | 400 mètres | 46 s 80       |
| 1986 | Jeux du Commonwealth  | Brisbane    | 1er      | 4 × 400 m  | 3 min 07 s 19 |
| 1987 | Championnats du monde | Rome        | 2e       | 4 × 400 m  | 2 min 58 s 86 |
| 1988 | Jeux olympiques d'été | Séoul       | 5e       | 4 × 400 m  | 3 min 02 s 00 |

### Records
| Épreuve    | Performance | Lieu   | Date        |
| ---------- | ----------- | ------ | ----------- |
| 400 mètres | 45 s 26     | Antrim | 26 mai 1985 |